# Sticherus lanuginosus
Sticherus lanuginosus là một loài dương xỉ trong họ Gleicheniaceae. Loài này được Fée Nakai mô tả khoa học đầu tiên năm 1950.